# Supermodel po-ukrainsky (mùa 1)
Mùa đầu tiên của Supermodel po-ukrainsky được dựa theo America's Next Top Model của Tyra Banks. Host của mùa giải này là siêu mẫu Alla Kostromichova cùng với dàn giám khảo là: Serhiy Nikityuk, Sonya Plakydyuk, Richard Horn.
Điểm đến quốc tế của mùa này là Paris, Provence và Yvelines dành cho top 4.
Người chiến thắng trong cuộc thi là Alyona Ruban, 19 tuổi từ Dnipropetrovsk. Cô giành được:
- 1 hợp đồng người mẫu với K Models
- 1 hợp đồng người mẫu với Marilyn Agency ở Paris
- Lên ảnh bìa cùng 6 trang biên tập cho tạp chí Pink
- Được sải bước trên sàn diễn thời trang cho Kristina Bobkova tại Ukraine Fashion Week

## Các thí sinh
(Tuổi tính từ ngày dự thi)
| Thí sinh                 | Tuổi | Chiều cao              | Quê quán       | Bị loại ở | Hạng               |
| ------------------------ | ---- | ---------------------- | -------------- | --------- | ------------------ |
| Olena Radchenko          | 19   | 1,69 m (5 ft 6+1⁄2 in) | Donetsk        | Tập 2     | 15                 |
| Debora Leonova           | 27   | 1,76 m (5 ft 9+1⁄2 in) | Odessa         | Tập 3     | 14                 |
| Yana Gribachova          | 16   | 1,75 m (5 ft 9 in)     | Odessa         | Tập 4     | 13                 |
| Nastya Morozova          | 16   | 1,74 m (5 ft 8+1⁄2 in) | Kiev           | Tập 4     | 12 (dừng cuộc thi) |
| Karina Minaeva           | 23   | 1,76 m (5 ft 9+1⁄2 in) | Yevpatoria     | Tập 5     | 11                 |
| Darina Tabachnik         | 22   | 1,80 m (5 ft 11 in)    | Bucha          | Tập 6     | 10                 |
| Ira Zhuravlova           | 17   | 1,73 m (5 ft 8 in)     | Alushta        | Tập 8     | 9                  |
| Anna Nagornaya           | 20   | 1,75 m (5 ft 9 in)     | Nikopol        | Tập 9     | 8                  |
| Lera Kosherieva          | 19   | 1,77 m (5 ft 9+1⁄2 in) | Mykolaiv       | Tập 10    | 7                  |
| Vlada Rogovenko          | 19   | 1,57 m (5 ft 2 in)     | Dnipropetrovsk | Tập 11    | 6                  |
| Anna-Khristina Prikhodko | 18   | 1,75 m (5 ft 9 in)     | Lviv           | Tập 12    | 5                  |
| Karina Danilova          | 20   | 1,75 m (5 ft 9 in)     | Kryvyi Rih     | Tập 13    | 4                  |
| Tanya Bryk               | 16   | 1,78 m (5 ft 10 in)    | Mykolaiv       | Tập 14    | 3                  |
| Vlada Pecheritsina       | 17   | 1,74 m (5 ft 8+1⁄2 in) | Druzhkivka     | Tập 14    | 2                  |
| Alyona Ruban             | 19   | 1,76 m (5 ft 9+1⁄2 in) | Dnipropetrovsk | Tập 14    | 1                  |

## Các tập

### Tập 1
Khởi chiếu: 29 tháng 8 năm 2014
200 thí sinh bán kết đã được gặp ban giám khảo và đã có một buổi phỏng vấn với họ. Sau khi tất cả đã phỏng vấn xong, ban giám khảo đã chọn ra 34 cô gái sẽ còn tiếp tục ở lại cuộc thi.
Ngày hôm sau, giám khảo Sergiy Nikityuk đã gặp 34 thí sinh còn lại để loại một người ngay lập tức vì người đó mới 14 tuổi và người giám hộ của họ đã xin dừng cuộc thi vì lí do cá nhân. Như vậy, 32 cô gái còn lại đã được gặp Alla lần đầu tiên và họ đã có buổi chụp hình đầu tiên trong phong cách cá nhân của mình, trong khi họ phải tự chụp hình trong buồng chụp ảnh. Vào buổi đánh giá đầu tiên, 15 cô gái đã được chọn và sẽ bước vào cuộc thi.

### Tập 2
Khởi chiếu: 5 tháng 9 năm 2014
15 cô gái được di chuyển tới khu nghỉ dưỡng Platium sẽ là nơi ở của họ trong suốt cuộc thi. Ngày hôm sau, họ được đưa tới tiệm salon Art & Beauty Paris Studio để nhận diện mạo mới của mình. Ngày tiếp theo, họ được đưa tới vườn bách thảo Camellia cho buổi chụp hình tiếp theo hóa thân thành vẻ đẹp của một loài hoa.
Ngày hôm sau, các cô gái được yêu cầu phải thu dọn hành lí trước khi được đưa tới sân bay quốc tế Zhulyany Kiev cho thử thách trình diễn thời trang đầu tiên của mình tại sân bay. Vào buổi đánh giá ngày kế tiếp, Olena trở thành thí sinh đầu tiên bị loại.
- Nhiếp ảnh gia: Sonya Plakidyuk

### Tập 3
Khởi chiếu: 12 tháng 9 năm 2014
14 cô gái còn lại đã được Alla, Sergiy và chuyên gia dinh dưỡng Svetlana Fus kiểm tra số đo 3 vòng, chiều cao và cân nặng của họ để cho họ những lời khuyên về chế độ ăn uống thích hợp cho họ. Ngày hôm sau, họ được đưa tới một khu công trường cho buổi chụp hình tiếp theo hóa thân thành những công nhân xây dựng. Sau khi buổi chụp hình kết thúc, Anna được miễn loại trong tuần này vì là người làm tốt nhất trong buổi chụp hình.
Ngày tiếp theo, các cô gái được gặp Alla tại khách sạn của mình cho một buổi huấn luyện catwalk, trước khi họ đã có thử thách trình diễn thời trang tiếp theo của họ, lần này họ sẽ phải đi trên một sàn diễn hẹp và tạo dáng trên một chiếc bàn xoay ở cuối sàn diễn. Vào buổi đánh giá ngày hôm sau, Debora trở thành thí sinh tiếp theo bị loại.
- Nhiếp ảnh gia: Taras Layko
- Khách mời đặc biệt: Svetlana Fus

### Tập 4
Khởi chiếu: 19 tháng 9 năm 2014
13 cô gái còn lại được đưa tới một bãi rác thành phố cho buổi chụp hình tiếp theo hóa thân thành những nàng tiên. Quay về khách sạn, các cô gái được yêu cầu phải phối đồ cho mình bộ đồ đẹp nhất trong vali của mình. Sau đó, họ được gặp nhà thiết kế Jean Gritsfeldt trong cửa hàng quần áo Twin-Set tại trung tâm mua sắm Gulliver và anh đã nhận xét về cách phối đồ của họ, trước khi họ đã có thử thách phối đồ theo phong cách của mình trong cửa hàng. Kết quả là Lera chiến thắng thử thách và sẽ được miễn loại trong tuần này.
Ngày hôm sau, họ đã có thử thách trình diễn thời trang tiếp theo trong những đôi giày cao gót của nhà thiết kế Snizhana Nekh, trong khi họ phải đi trong một bộ đồ rất bó sát. Anna-Khristina là người làm tốt nhất và sẽ nhận được một đôi giày cao gót từ Snizhana Nekh. Vào buổi đánh giá, Yana là thí sinh tiếp theo bị loại, còn tiếp đó thì Nastya đã xin dừng cuộc thi ngay khi tới lượt phần đánh giá của cô,  vì cô ấy không muốn có sự nghiệp người mẫu.
- Nhiếp ảnh gia: Tatyana Gaydarzhi
- Khách mời đặc biệt: Jean Gritsfeldt, Snizhana Nekh

### Tập 5
Khởi chiếu: 26 tháng 9 năm 2014
11 cô gái còn lại đã được Richard đánh thức dậy sớm để thu dọn đồ đạc và để chuẩn bị gặp huấn luyện viên thể dục Igor Obukovsky, trước khi họ được chia thành 2 đội cho thử thách vượt chướng ngại vật, Alyona, Anna, Anna-Khristina, Karina M., Lera & Vlada R. chiến thắng thử thách và họ sẽ được làm đẹp cho thử thách trình diễn thời trang tiếp theo trước mặt khán giả ngay bây giờ. Kết quả là Ira là người làm tốt nhất nên cô sẽ được miễn loại trong tuần này. Các cô gái sau đó được di chuyển tới khách sạn mới của mình. Ngày hôm sau, họ đã được yêu cầu chụp một tấm ảnh thẻ để kiểm tra cách tạo dáng của mình trước khi có một buổi học tạo dáng với Alla.
Ngày tiếp theo, họ đã có một buổi tập thể dục với 2 huấn luyện viên là Igor Obukovsky & Pavel Miroshnichenko. Sau đó, họ được đưa tới một phòng tập thể dục cho buổi chụp hình tiếp theo hóa thân thành những vận động viện thể dục. Vào buổi đánh giá ngày hôm sau, Karina M. trở thành thí sinh tiếp theo bị loại. Sau khi buổi loại trừ kết thúc, Alla thông báo với 10 cô gái còn lại là họ sẽ được đưa tới đến nhiều nơi ở Ukraina và điểm đến đầu tiên của họ là Lviv.
- Nhiếp ảnh gia: Dmitro Peretrutov
- Khách mời đặc biệt: Igor Obukovsky, Pavel Miroshnichenko, Igor Nesterov, Dmitry Mitrofanov, Kostyantin Voronov, Dasha Ponomarova, Liza Baeva

### Tập 6
Khởi chiếu: 3 tháng 10 năm 2014
10 cô gái còn lại được di chuyển tới Lviv, nhưng Vlada P. đã không thể đi cùng với họ vì cô phải lo cho việc học của mình. Sau khi tới nơi, Anna-Khristina nhận được bất ngờ khi bạn trai cô đến thăm cô. Sau đó, phóng viên Andriy Shabanov bất ngờ đến phỏng vấn các cô gái, trước khi họ được di chuyển tới khách sạn của mình. Các cô gái sau đó được đi ăn trưa tại nhà hàng thì Alla & Andriy bất ngờ xuất hiện và nói với họ rằng là buổi phỏng vấn với Andriy vừa rồi chính là thử thách tiếp theo kiểm tra tính chuyên nghiệp của các cô gái khi bị phỏng vấn. Kết quả là Anna chiến thắng thử thách và sẽ được miễn loại trong tuần này. Ngày hôm sau, họ được đưa tới cung điện Potocki cho thử thách trình diễn thời trang tiếp theo trong phong cách quý cô cổ điển, trong khi họ sẽ phải dắt một chú chó và đi trước mặt khán giả.
Ngày tiếp theo, họ đã có một buổi nói chuyện với giám khảo Sonya và Vada P. đã có mặt ở đó cùng với các cô gái, trước khi họ được đưa tới một lò mổ thịt cho buổi chụp hình tiếp theo trong những bộ đồ được làm từ thịt. Sau đó, các cô gái đã tổ chức sinh nhật cho Ira và đã có một buổi tối giải trí trong hộp đêm. Vào buổi đánh giá ngày hôm sau, Darina trở thành thí sinh tiếp theo bị loại.
- Nhiếp ảnh gia: Sasha Sako
- Khách mời đặc biệt: Andriy Shabanov

### Tập 7
Khởi chiếu: 10 tháng 10 năm 2014
9 cô gái còn lại được đưa tới một pháo đài bỏ hoang cho buổi chụp hình tiếp theo tạo dáng cùng với động vật bò sát. Ngày hôm sau, họ được phép gọi điện thoại cho người thân trước khi có một buổi nói chuyện với nhà tâm lí học Olena Kirichenko. Sau đó, họ đã có thử thách trình diễn thời trang tiếp theo hóa thân thành phù thủy, trong khi họ sẽ được trượt xuống từ trên cao của tòa nhà.
Vào buổi đánh giá ngày tiếp theo, khi tới lượt phần đánh giá của Vlada R. thì ban giám khảo đã thông báo rằng là cô đã được miễn loại vì là người làm tốt nhất trong thử thách trình diễn thời trang ngày hôm qua. Kết quả cuối cùng thì tất cả các cô gái đều được vào phòng an toàn, đồng nghĩa với việc là sẽ không có ai bị loại.
- Nhiếp ảnh gia: Maria Semenchenko
- Khách mời đặc biệt: Olena Kirichenko

### Tập 8
Khởi chiếu: 17 tháng 10 năm 2014
9 cô gái còn lại được đưa tới Yaremche và ngày hôm sau, họ đã được Richard đánh thức dậy sớm cho buổi chụp hình tiếp theo hóa thân thành những thần nữ trên núi. Ngày tiếp theo, họ được đưa tới một trang trại và có một ngày làm việc như một nông dân. Sau đó, Sonya và Richard đã yêu cầu các cô gái phải bầu chọn cho người mà họ muốn bị loại ngay bây giờ, kết quả là Ira, Anna và Lera là 3 người có nhiều phiếu bầu nhất và Ira là người có nhiều nhất trong tất cả với tỉ lệ là 7-2-2. Nhưng may mắn cho Ira, Sonya và Richard quyết định cho cô thêm một cơ hội nữa.
Ngày hôm sau, họ đã có một buổi nói chuyện với Sergiy, trước khi có thử thách trình diễn thời trang tiếp theo trong phong cách truyền thống, trong khi lần này họ sẽ phải tự chọn trang phục và tự trang điểm cho mình trước khi họ sẽ được những người khác trang điểm và chọn trang phục cho lần đi thứ hai. Vào buổi đánh giá ngày kế tiếp, Ira trở thành thí sinh tiếp theo bị loại.
- Nhiếp ảnh gia: Taras Layko
- Khách mời đặc biệt: Natalya Kulchitskaya

### Tập 9
Khởi chiếu: 24 tháng 10 năm 2014
8 cô gái còn lại đã có một ngày đi tham quan tại Yaremche. Ngày hôm sau, họ được gặp Sergiy tại một lễ hội thời trung cổ và các cô gái đã được thay trang phục để tham gia vào lễ hội. Nhưng khi bước vào, họ đã bị trói tay với nhau và bị dẫn tới nơi diễn ra buổi chụp hình tiếp theo của họ. Lần này họ sẽ hóa thân thành phù thủy của thời trung cổ và đang bị mang ra hành hình. Ngày tiếp theo, các cô gái đã bất ngờ khi Sergiy và Sonya thông báo rằng là họ sẽ có một buổi hẹn hò giấu mặt, trong khi họ không biết rằng là Sergiy và Sonya sẽ theo dõi họ qua máy quay.
Ngày hôm sau, họ đã có một buổi tập đi cà kheo trước khi có thử thách trình diễn thời trang tiếp theo theo phong cách chú hề, trong khi họ sẽ phải đi trên đôi cà kheo. Anna-Khristina là người làm tốt nhất và sẽ được miễn loại trong tuần này. Ngày kế tiếp, họ được đưa tới pháo đài Khotyn cho buổi đánh giá tiếp theo của mình, Anna trở thành thí sinh tiếp theo bị loại.
- Nhiếp ảnh gia: Maks Pilipenko

### Tập 10
Khởi chiếu: 31 tháng 10 năm 2014
7 cô gái còn lại được đưa tới Odessa và họ đã nhanh chóng di chuyển tới khách sạn của mình. Sau đó, họ được đưa tới một khu đánh bắt cá cho buổi chụp hình tiếp theo trong áo tắm, trong khi họ sẽ phải tạo dáng bên trong một con thuyền chứa đầy cá. Các cô gái sau đó đã có một ngày thư giãn tại spa sau buổi chụp hình. Ngày hôm sau, họ được đưa tới cung điện Vorontsov cho thử thách trình diễn thời trang tiếp theo của họ, lần họ sẽ phải mặc chồng quần áo lên nhau, Alyona là người làm tốt nhất nên cô chọn Vlada R. để nhận thưởng là một buổi tối giải trí trong quán bar.
Ngày tiếp theo, họ đã có thử thách trình diễn thời trang tiếp theo trong áo tắm, trong khi bị bao phủ bởi bọt xà bông và nhựa xốp ở cuối sàn diễn. Vào buổi đánh giá ngày hôm sau, Lera trở thành thí sinh tiếp theo bị loại.
- Nhiếp ảnh gia: Arthur Belov

### Tập 11
Khởi chiếu: 7 tháng 11 năm 2014
6 cô gái còn lại được đưa tới bãi biển cho một buổi tập catwalk từ chuyên gia catwalk Den Kravchuk. Sau đó, họ đã có thử thách trình diễn thời trang tiếp theo trong phong cách nữ thần biển, trong khi Anna-Khristina đang trình diễn thì bạn trai cô bất ngờ đến thăm và muốn cầu hôn cô, nhưng cô đã gây sốc cho tất cả khi cô từ chối lời cầu hôn của anh. Ngày hôm sau, họ được gặp host của kênh Novyi Kanal, Oleksandr Pedan, và anh đã cho họ một buổi tập kịch ngẫu hứng trước khi họ sẽ có thử thách giao tiếp với những người lạ ở bãi biển. Alyona chiến thắng thử thách và sẽ được miễn loại trong tuần này.
Ngày tiếp theo, họ được đưa tới cửa hàng trang sức Sova cho buổi chụp hình chân dung với trang sức. Sau đó, trong khi các cô gái đang thư giãn trong tiệm cà phê thì xe cảnh sát bất ngờ ập tới và đưa các cô gái đến một khu bỏ hoang. Họ sau đó đã gặp Alla và Sonya và đã có buổi chụp hình thứ hai hóa thân thành những cô gái của thập niên 1920. Vào buổi đánh giá ngày hôm sau, Vlada R. trở thành thí sinh tiếp theo bị loại.
- Nhiếp ảnh gia: Sonya Plakidyuk
- Khách mời đặc biệt: Den Kravchuk, Oleksandr Pedan

### Tập 12
Khởi chiếu: 14 tháng 11 năm 2014
5 cô gái còn lại đã quay về Kiev và họ sau đó được di chuyển tới ngôi nhà chung của mình. Sau đó, họ đã buổi chụp hình tiếp theo lấy cảm hứng từ bộ phim Bonnie và Clyde, họ sẽ được tạo dáng cùng với một người mẫu nam trên một chiếc xe đang chuyển động trên đường. Ngày hôm sau, các cô gái đã phải dọn dẹp nhà cửa trước khi Alla đến thăm họ và đã gây bất ngờ cho các cô gái khi người thân của họ cũng đến để gặp họ.
Ngày tiếp theo, họ đã có buổi chụp hình thứ hai trong đồ lót, trong khi họ sẽ tạo dáng cùng với 3 người mẫu nam. Vào buổi đánh giá ngày hôm sau, tất cả các cô gái đều được vào phòng an toàn, nhưng sau đó thì Alla bước vào phòng và đưa cho mỗi cô gái một phong bì. Trong số đó, 4 chiếc phong bì chứa vé máy bay tới Paris, nhưng trong chiếc phong bì của Anna-Khristina chứa vé bay về Lviv, đồng nghĩa với việc cô chính là thí sinh tiếp theo bị loại.
- Nhiếp ảnh gia: Maks Pilipenko, Andrey Sarymsakov
- Khách mời đặc biệt: Anna Bazdreva

### Tập 13
Khởi chiếu: 21 tháng 11 năm 2014
4 cô gái còn lại được đưa tới Paris và ngay khi tới nơi, họ đã được đi tham quan thành phố trên xe mui trần. Sau đó, Alla bất ngờ xuất hiện trước mặt các cô gái để đưa cho họ nhiệm vụ là tự tìm đường tới khách sạn của mình và trao cho mỗi người €100 để sử dụng trong suốt thời gian ở Paris. Ngày hôm sau, họ được đưa tới khu phố La Défense ở Hauts-de-Seine cho buổi chụp hình tiếp theo theo phong cách người ngoài hành tinh của tương lai, nhưng lần này họ sẽ phải làm việc cùng với một nhiếp ảnh gia người Pháp. 
Sau đó, họ đã di chuyển bằng tàu điện ngầm tới một cánh đồng cỏ khô ở Provence cho buổi chụp hình thứ hai hóa thân thành cô gái bản địa của miền Nam. Ngày tiếp theo, các cô gái đã di chuyển bằng tàu điện ngầm tới lâu đài Château de Breteuil ở Yvelines cho thử thách trình diễn thời trang tiếp theo trong thiết kế của Obrani. Vào buổi đánh giá, Karina D. trở thành thí sinh tiếp theo bị loại.
- Nhiếp ảnh gia: Sonya Plakidyuk

### Tập 14
Khởi chiếu: 28 tháng 11 năm 2014
3 cô gái còn lại đã quay về Kiev và ngay sau đó, họ đã có một buổi nói chuyện với ban giám khảo tại khách sạn mới của mình. Ngày hôm sau, Richard đã đánh thức Vlada P. dậy sớm cho buổi chụp hình cuối cuối cùng của cô hóa thân thành nữ thần gió, trong khi cô sẽ bị lơ lửng lên không trung. Sau đó, Sergiy đã đưa Tanya đến buổi chụp hình cuối cuối cùng của cô hóa thân thành nữ thần biển, trong khi cô sẽ phải tạo dáng ở dưới nước. Trong khi đó tại khách sạn, Sonya đã đưa Alyona đến buổi chụp hình cuối cuối cùng của cô hóa thân thành nữ thần lửa, trong khi cô sẽ phải tạo dáng bên trong một chiếc vòng lửa.
Ngày tiếp theo, ban giám khảo đã thảo luận với nhau về buổi chụp hình ngày hôm qua của 3 cô gái và sau đó, Sergiy đến phòng của họ và thông báo với Tanya rằng cô đã bị loại. Sau đó, Alyona và Vlada P. đã có thử thách casting cho nhà thiết kế Kristina Bobkova, trước khi được gặp lại 13 cô gái bị loại trước đó cho buổi trình diễn thời trang cuối cùng của mình trong trang phục của những nhà thiết kế khác nhau. Kết quả cuối cùng, Alyona trở thành quán quân đầu tiên của Supermodel po-ukrainsky.
- Nhiếp ảnh gia: Maks Pilipenko, Andrey Bezuglov, Sonya Plakidyuk
- Khách mời đặc biệt: Kristina Bobkova, Sonya Zabuga, Ostap Khitruk, Maria Tsukanova, Ulyana Boyko, Anna Varava

## Thứ tự gọi tên
| 1  | Tanya     | Lera      | Tanya     | Anna      | Vlada R.  | Karina D. | Vlada R.  | Anna-K.   | Alyona    | Vlada P.  | Alyona    | Alyona    | Alyona   |  |  |  |  |  |  |  |  |  |  |  |
| 2  | Nastya    | Ira       | Yana      | Tanya     | Tanya     | Ira       | Anna-K.   | Karina D. | Tanya     | Alyona    | Tanya     | Tanya     | Vlada P. |  |  |  |  |  |  |  |  |  |  |  |
| 3  | Ira       | Karina D. | Karina D. | Karina D. | Anna-K.   | Lera      | Alyona    | Tanya     | Karina D. | Tanya     | Karina D. | Vlada P.  | Tanya    |  |  |  |  |  |  |  |  |  |  |  |
| 4  | Anna      | Yana      | Vlada R.  | Ira       | Ira       | Tanya     | Karina D. | Vlada R.  | Vlada P.  | Karina D. | Vlada P.  | Karina D. |          |  |  |  |  |  |  |  |  |  |  |  |
| 5  | Darina    | Tanya     | Karina M. | Lera      | Karina D. | Anna      | Vlada P.  | Vlada P.  | Vlada R.  | Anna-K.   | Anna-K.   |           |          |  |  |  |  |  |  |  |  |  |  |  |
| 6  | Karina D. | Debora    | Anna-K.   | Alyona    | Alyona    | Anna-K.   | Tanya     | Lera      | Anna-K.   | Vlada R.  |           |           |          |  |  |  |  |  |  |  |  |  |  |  |
| 7  | Karina M. | Anna      | Vlada P.  | Anna-K.   | Lera      | Alyona    | Lera      | Alyona    | Lera      |           |           |           |          |  |  |  |  |  |  |  |  |  |  |  |
| 8  | Lera      | Darina    | Darina    | Vlada R.  | Anna      | Vlada R.  | Anna      | Anna      |           |           |           |           |          |  |  |  |  |  |  |  |  |  |  |  |
| 9  | Vlada P.  | Alyona    | Ira       | Karina M. | Darina    | Vlada P.  | Ira       |           |           |           |           |           |          |  |  |  |  |  |  |  |  |  |  |  |
| 10 | Alyona    | Karina M. | Nastya    | Vlada P.  | Vlada P.  | Darina    |           |           |           |           |           |           |          |  |  |  |  |  |  |  |  |  |  |  |
| 11 | Anna-K.   | Anna-K.   | Anna      | Darina    | Karina M. |           |           |           |           |           |           |           |          |  |  |  |  |  |  |  |  |  |  |  |
| 12 | Vlada R.  | Vlada R.  | Alyona    | Nastya    |           |           |           |           |           |           |           |           |          |  |  |  |  |  |  |  |  |  |  |  |
| 13 | Debora    | Nastya    | Lera      | Yana      |           |           |           |           |           |           |           |           |          |  |  |  |  |  |  |  |  |  |  |  |
| 14 | Olena     | Vlada P.  | Debora    |           |           |           |           |           |           |           |           |           |          |  |  |  |  |  |  |  |  |  |  |  |
| 15 | Yana      | Olena     |           |           |           |           |           |           |           |           |           |           |          |  |  |  |  |  |  |  |  |  |  |  |

     Thí sinh được miễn loại
     Thí sinh bị loại trước buổi đánh giá
     Thí sinh ban đầu bị loại nhưng được cứu
     Thí sinh bị loại
     Thí sinh dừng cuộc thi
     Thí sinh chiến thắng cuộc thi
- Thứ tự gọi tên chỉ lần lượt từng người an toàn
- Tập 1 là tập casting. Top 29 thí sinh bán kết đều ở trong một căn phòng với bức ảnh của họ trên một màn hình lớn. Khi các giám khảo đang cân nhắc trong một căn phòng riêng biệt, thí sinh bán kết bị loại khi ảnh của họ bị chuyển sang màu đen trên màn hình cho đến khi chỉ còn 15 thí sinh cuối cùng.
- Trong tập 4, Lera được miễn loại vì giành chiến thắng trong thử thách. Nastya quyết định dừng cuộc thi ngay khi tới lượt phần đánh giá của cô.
- Trong tập 7, Vlada R. được miễn loại vì giành chiến thắng trong thử thách trình diễn thời trang và không ai bị loại trong tập này.
- Trong tập 8, các cô gái được yêu cầu bỏ phiếu cho người mà họ nghĩ đã thể hiện tệ nhất trong buổi chụp hình. Ira, Lera & Anna là những thí sinh duy nhất nhận được phiếu bầu. Ira đã nhận được nhiều phiếu nhất với 6 lá, dẫn đến việc cô ấy bị loại. Tuy nhiên, các giám khảo quyết định cho cô một cơ hội thứ hai.
- Trong tập 12, tất cả các cô gái ban đầu được tuyên bố an toàn khi tên của họ được gọi để đánh giá. Sau khi buổi đánh giá kết thúc, Alla bước vào phòng an toàn của các cô gái để trao cho mỗi cô gái một phong bì chứa vé máy bay đi Paris, nhưng phong bì của Anna-Khristina là vé bay về quê cô, đồng nghĩa với việc là cô đã bị loại.
- Trong tập 14, Tanya bị loại trước buổi trình diễn thời trang cuối cùng. Các giám khảo đã cân nhắc về buổi chụp hình cuối cùng của họ trước khi giám khảo Sergiy Nikityuk bước vào phòng khách sạn của họ để tiết lộ rằng cô đã bị loại.

### Buổi chụp hình
- Tập 1: Bọc lộ cảm xúc trong buồng chụp ảnh (casting)
- Tập 2: Hóa thân thành hoa trong vườn
- Tập 3: Công nhân xây dựng
- Tập 4: Nàng tiên ở bãi phế liệu
- Tập 5: Vận động viên ở phòng tập
- Tập 6: Tạo dáng trong bộ đồ thịt ở lò mổ
- Tập 7: Tạo dáng trong ngục tối với côn trùng và bò sát
- Tập 8: Những thần nữ trên núi
- Tập 9: Phù thủy thời trung cổ bị hành hình
- Tập 10: Áo tắm trên chiếc thuyền bầy cá
- Tập 11: Ảnh chân dung vẻ đẹp với trang sức; Cô gái thập niên 1920
- Tập 12: Bonnie và Clyde; Quyến rũ trên giường với người mẫu nam
- Tập 13: Thời trang tương lai; Cô gái miền Nam nước Pháp
- Tập 14: Nữ thần gió, nữ thần nước và nữ thần lửa